# Будівля Парламенту Ірландії
Буді́вля парла́менту Ірла́ндії (ірл. Tithe na Parlaiminte, англ. Irish Houses of Parliament) — розташована в Дубліні будівля, що слугувала резиденцією парламенту Ірландії до його об’єднання з парламентом Великої Британії за Актом про унію 1800 року. Це була перша будівля у світі, спеціально побудована для двопалатного парламенту. Після того, тут була штаб-квартира Банку Ірландії, зараз тут розташована філія того ж банку.

## Історія
У 17 столітті парламент розташовувався в Чічестер Хаусі, резиденції на Хогген Грін (пізніше перейменованій на Коледж Грін), якою володів сер Джордж Кер'ю, лорд-президент Манстера і лорд-скарбник Ірландії і був побудований на місці жіночого монастиря, після розпуску монастирів королем Генріхом VIII. Будинок Керью (пізніше перейменований на Будинок Чічестер на честь пізнішого власника сера Артура Чічестера) вже мав досить велике значення, в ньому розташовувався будинок правосуддя Королівства Ірландії під час судової сесії в 1605 році і в ньому ж 16 листопада 1612 був підписаний документ, "Колонізацію Ольстера".
З огляду на поганий стан будівлі та її непридатність для проведення парламентських засідань у 1727 році парламент вирішив виділити 6000 фунтів стерлінгів на будівництво нової будівлі на цьому місці. Це мала стати першою будівлею в світі, спеціально побудована для двох палат парламенту. Проєкт цієї нової будівлі було доручено молодому талановитому архітектору Едварду Ловетту Пірсу, який сам був членом парламенту та протеже спікера Палати громад Вільяма Коноллі. Перший камінь нової споруди було закладено 3 лютого 1729 року.